# Ana Estrada
Ana Milagros Estrada Ugarte (Lima, 20 de noviembre de 1976-Lima, 21 de abril de 2024) fue una psicóloga peruana y activista por el derecho a morir.

## Biografía
A los doce años de edad le fue diagnosticada una polimiositis, un tipo de miopatía inflamatoria crónica y degenerativa. Sin embargo, pudo completar sus estudios universitarios en la Pontificia Universidad Católica del Perú y ejercer la psicología como profesión. Con veinte años empezó a desplazarse en silla de ruedas.
En 2015 su situación clínica se complicó y tuvo que ser ingresada por una neumonía durante seis meses en cuidados intensivos del Hospital Rebagliati. Los músculos de su garganta fallaron y tuvieron que practicarle una traqueotomía y una gastrostomía. Su situación degenerativa hace que dependa de cuidados permanentes y que pase más de veinte horas al día postrada en una cama, lo que la sumió en una grave depresión.

### Petición de muerte asistida
En 2019 solicitó al Estado peruano que le permitiera acceder a una muerte asistida. En enero abrió el blog «Ana busca la muerte digna» y en septiembre inició una campaña a través de Change.org. La eutanasia en Perú es un delito tipificado en el artículo 112 del Código Penal como «homicidio piadoso» y que se castiga con hasta tres años de cárcel. Posteriormente, Josefina Miró Quesada asumió la representación legal de Estrada. Durante su proceso, únicamente la Defensoría del Pueblo brindó apoyo a su solicitud ante el sistema judicial peruano. En febrero de 2020 el órgano autónomo presentó una acción de amparo ante la Corte Superior de Justicia de Lima contra el Seguro Social de Salud (EsSalud), el Ministerio de Salud y el Ministerio de Justicia y Derechos Humanos, y que permita a Estrada morir dignamente.
En enero de 2021 compareció por videoconferencia ante el Decimoprimer Juzgado Constitucional de la Corte Superior de Justicia de Lima. Debido a la trascendencia del caso, el juez Jorge Ramírez Niño de Guzmán declaró que extendería al máximo el plazo de ley para emitir un fallo.
El 25 de febrero de 2021 el Decimoprimer Juzgado Constitucional declaró que no se aplicase el artículo 112 del Código Penal para el caso de Estrada Ugarte —representada por la Defensoría del Pueblo—y ordenó al Ministerio de Justicia, el Ministerio de Salud y EsSalud respetar la decisión. El Ministerio de Justicia y Derechos Humanos optó por no apelar el caso.
En mayo de 2023 el Séptimo Juzgado Constitucional de Lima multó, por segunda vez, al Seguro Social de Salud (EsSalud) por incumplir con la presentación del plan y un protocolo de eutanasia para Estrada. Tras la realización de esta documentación, Estrada realizó observaciones al protocolo, las cuales fueron aprobadas por EsSalud en enero de 2024.

### Fallecimiento
A través de un comunicado de prensa, su abogada Josefina Miró Quesada informó que Estrada murió el 21 de abril del 2024 a los 47 años, durante un procedimiento de eutanasia realizado conforme al «Plan y Protocolo de Muerte Digna» que le era aplicable y que había sido aprobado por el Seguro Social de Salud.